# Maurice Godin
Maurice Godin, (Montreal, 21 de octubre de 1932 - Laval, 14 de junio de 2024) fue un jefe de división y político canadiense.
Fue diputado en la Cámara de los Comunes de Canadá por la circunscripción de Châteauguay desde 1993 hasta 2000 bajo la bandera del Bloc Québécois.

## Biografía
Nacido el 21 de octubre de 1932 en Montreal, Maurice Godin fue un ferviente independentista durante mucho tiempo, conservando cuidadosamente una tarjeta de miembro de la Alianza laurentina en su cartera.
Jubilado de Hydro-Québec, donde trabajó de 1956 a 1990, en el momento de las elecciones federales de 1993, fue elegido diputado en la Cámara de los Comunes por la circunscripción de Châteauguay bajo la bandera del Bloc Québécois, causando sorpresa al ganar la elección contra el candidato estrella liberal Kimon Valaskakis con una mayoría de 16,000 votos. Reelegido en 1997 con una mayoría de 6,700 votos, no se presentó nuevamente en el 2000. Durante su primer mandato, fue portavoz de la oposición oficial en materia de Veteranos de 1993 a 1995 y luego nuevamente titular de este tema de 1998 a 1999.
Maurice Godin murió en Laval, Quebec, el 14 de junio de 2024 a la edad de 91 años.

## Vida privada
Maurice Godin estuvo casado con Lucille Day y tuvieron tres hijos: Louise, François y Julie.